# Mujer con gato (Renoir)
Mujer con gato es una pintura de 1875 del artista francés Pierre-Auguste Renoir. Representa a una mujer joven sentada en una silla sosteniendo un gato atigrado gris. Se la ve de medio cuerpo, vestida con una camiseta de manga corta (cubrecorsé), estrecha al gato contra sí y acerca su cara a la de ella. En la mano lleva un anillo con una esmeralda. Aunque las pinceladas son suaves, el dibujo está cuidado, así como la tonalidad y efecto lumínico y tanto la joven como su mascota transmiten auténtica individualidad. La obra fue donada por el Sr. y la Sra. Benjamin E. Levy a la Galería Nacional de Arte de Washington en 1950.